# Greip (måne)
Greip är en av Saturnus månar. Den upptäcktes år 2000 och gavs den tillfälliga beteckningen S/2006 S 4.
Greip är 6 kilometer i diameter och har ett genomsnittligt avstånd 18 105 000 kilometer från Saturnus. Den har en lutning på 172,7° till ekliptikan (159,2° till Saturnus ekvator) i en retrograd riktning och med en excentricitet av 0,3735.